# Dèficit hídric climàtic
El dèficit hídric climàtic és la diferència entre l'aigua que es podria evaporar en un lloc si hi hagués disponible prou humitat (evapotranspiració potencial) i la que realment s'evapora (evapotranspiració real). En climes més o menys secs, com el clima mediterrani, l'evapotranspiració real està limitada per l'aigua continguda al sòl i les plantes i el dèficit hídric té signe positiu. En canvi, en llocs humits, freds i on plou molt, la precipitació excedeix l'evaporació i el dèficit hídric és negatiu, com passa en algunes zones del Pirineu i el Prepirineu.
Així, per exemple, a la conca de Llobregat, al nord del Berguedà o el Solsonès el dèficit hídric és negatiu, mentre que al centre i la part baixa de la conca el dèficit hídric anual és de més de 200 mm.